# Vanoxerin
Vanoxerin, auch unter dem Namen GBR-12909 bekannt, ist ein Piperazin-Derivat, das beim Menschen als selektiver Dopamin-Wiederaufnahmehemmer (SDRI) wirkt. Es wurde als Ersatzstoff zur Behandlung von Kokainabhängigen entwickelt, um die psychischen Entzugserscheinungen abzumildern. GBR-12909 bindet hierbei wie Kokain den Dopaminwiederaufnahmetransporter, jedoch 100 Mal stärker ohne dabei einen nennenswerten stimulierenden Effekt zu haben, da es im Gegensatz zu Kokain die gleichzeitige Ausschüttung von Dopamin unterbindet. Auch die Halbwertszeit von Vanoxerin ist wesentlich länger als bei Kokain.
Vanoxerin wurde in Versuchen an Menschen zur Behandlung der Kokainabhängigkeit untersucht. Die Entwicklung und Untersuchung an Menschen wurden jedoch aufgrund der beobachteten QTc-Effekte (unerwünschte Arzneimittelwirkungen) im Zusammenhang mit Kokainkonsum eingestellt. In jüngerer Zeit wurde Vanoxerin aufgrund seiner Fähigkeit, den hKV11.1 (hERG)-Kaliumkanal des Herzens zu blockieren, als potenzielles Mittel gegen Herzrhythmusstörungen und Vorhofflimmern getestet. Vanoxerin ist ein Prüfpräparat und wurde nicht für die therapeutische Verwendung zugelassen.
An Tieren wird weiterhin die Wirkung des Stoffes untersucht.
Es wurde auch ein Caprinsäure-Ester eines Hydroxy-Vanoxerins entwickelt (DBL-583), der als Depotspritze gegeben werden kann und etwa für einen Monat wirkt.